# Anacroneuria woytkowskii
Anacroneuria woytkowskii is een steenvlieg uit de familie borstelsteenvliegen (Perlidae). De wetenschappelijke naam van de soort is voor het eerst geldig gepubliceerd in 1998 door Stark & Sivec.